# 石倉町 (富山市)
石倉町（いしくらまち）は、富山県富山市の公称町名である。石倉町延命地蔵尊の隣に湧水が存在する。

## 概要
古くから製薬業が栄え、町中には多くの漢方薬店が連なる。いたち川沿いにある石倉町延命地蔵尊の湧水(石倉町の延命地蔵の水)は常願寺川の伏流水であり、多くの人が水を汲みに訪れる。

## 地理

### 河川
- いたち川

## 歴史
いたち川流域にある石倉町は水害の発生が多く、多くの犠牲者を出してきた。そこで供養のため人々は地蔵尊と、水害を無くすために水神碑を祀ってきた。
石倉町の延命地蔵尊は、夢に現れた地蔵尊のお告げに従い、川から拾いあげた地蔵尊を供養して作られたと言われ、その後病気であった人々が快方に向かったと伝えられる。現在では夏に石倉町の地蔵祭りが行われるが、これは犠牲者の供養の他、水害の歴史を忘れないようにする為とも言える。

### 年表
- 1889年（明治22年）4月1日 - 市制施行に伴い富山市に編入。
- 2008年（平成20年）- いたち川周辺の湧水が平成の名水百選に選定。

## 世帯数と人口
2022年（令和4年）3月31日現在の世帯数と人口は以下の通りである。
| 町丁   | 世帯数 | 人口  |
| ------ | ------ | ----- |
| 石倉町 | 79世帯 | 132人 |

## 小・中学校の学区
市立小・中学校に通う場合、学区は以下の通りとなる。
| 番地 | 小学校             | 中学校             |
| ---- | ------------------ | ------------------ |
| 全域 | 富山市立中央小学校 | 富山市立南部中学校 |

## 交通

### 鉄道
町内に鉄道駅はない。

### 道路
- 雪見通り

## 参考出典
- 平凡社地方資料センター 編『富山県の地名 日本歴史地名大系 第16巻』平凡社、1994年。ISBN 4582910084。